# Классенс, Адам Карел
Адам Карел Классенс (нидерл. Adam Carel Claessens, 18 июня 1818 года,  Ситтард, Нидерланды – 10 июля 1895 года, Богор, Голландская Ост-Индия) — католический прелат, третий апостольский викарий Батавии с 16 июня 1874 года по 23 мая 1893 года. 

## Биография
После получения богословского и философского образования был рукоположен 17 декабря 1842 года в священники. В 1848 году отправился на миссию в Голландскую Ост-Индию. Служил в различных католических приходах в Батавии. 
16 июня 1874 года папа римский Пий IX назначил его титулярным епископом Траянополиса Фригийского и апостольским викарием Батавии. 2 февраля 1875 года состоялось его рукоположение в епископы, которое совершил титулярный архиепископ Атталеи Памфилийской Петрус Мария Вранкен в сослужении с епископом Бреды Хенриком ван Биком и титулярным епископом Камахуса и апостольским префектом Кюросао Петрусом Хендриком Йозефом ван Эвийком. 
Занимался миссионерской деятельностью в различных районах Явы. 4 января 1884 года назначен титулярным епископом Сиразы. В 1881 году купил земельный участок в Богоре, на котором построил постоялый двор для посещавших город католиков и сиротский приют под названием «Vincentius». Вел подготовку к строительству там храма, который был заложен уже после его смерти, в 1896 году. Этот храм — Собор Пресвятой Девы Марии — стал кафедральным собором богорской епархии и одним из крупнейших по размеру католических храмов Явы. Его первым настоятелем был племянник Классенса — Мария Йозеф Доминикус Классенс.
В 1882 году стал первым апостольским викарием Батавии, написавшим пастырское послание на севернокитайском языке. Восстановил разрушенный кафедральный собор в Батавии, разрушенный в 1890 году во время землетрясения. 
Был почётным казначеем римского папы, помощником при папском престоле и палатином Латеранского собора.
Награждён Орденом Нидерландского льва и Ордена Оранских-Нассау.
23 мая 1893 года подал в отставку. Умер в июле 1895 года в Богоре. Похоронен в Батавии на колониальном кладбище Таман-Прасасти.